# スピロダクティロン
スピロダクティロン Spirodactylon は、キックセラ目のカビの1属。螺旋に巻いた胞子形成柄の内側にスポロクラディアを並べる。

## 特徴

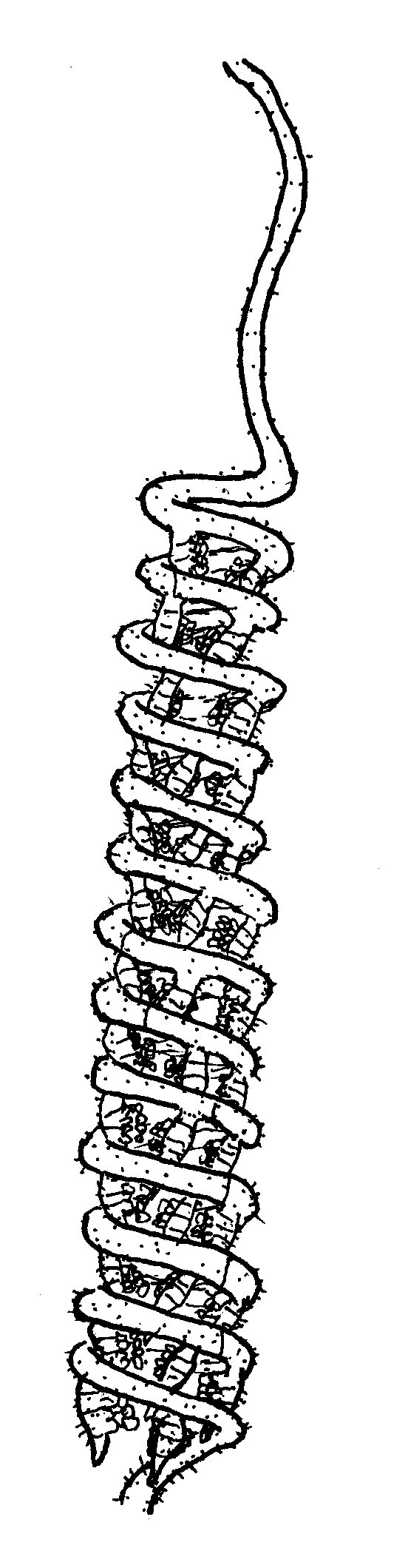
胞子形成部のコイル

本属で知られる唯一の種であり、またタイプ種でもある S. aureum に基づいて記す。

### 栄養体
腐生菌であり、通常の培地で培養は可能である。コーンミール培地、室温ではその成長は遅く、黄色みを帯びている。栄養菌糸は無色で、隔壁があり、不規則に分枝し、その太さは約2-8μm。

### 無性生殖
無性生殖は単胞子の分節胞子嚢による。胞子嚢柄はまばらに出るか、あるいはまとまって出て、直立か斜めに立ち、隔壁があり、単一か、あるいは上の方で2回から3回ほど二叉分枝、あるいは三叉分枝をする。柄の高さは2mmに達し、それを構成する細胞は長さ100-250μm、太さ7-10μm。ここで分枝した枝はすぐ上で三叉分枝し、それによって生じた枝の1本はすぐに伸びるのを止め、短くてはっきりしない突出部になるのみで、残り2本の枝がすぐ上に胞子形成部を形成し始める。この柄の胞子を形成する部分は規則的に巻いたコイル状のもので、3-25回も巻いてある。このコイルの部分は長さが35-320μm、幅30-45μmになり、このような部分はその先に伸びた柄にも形成され、合わせて2つ、希に3つか4つ作られる。最初の胞子形成部のコイルの延長はさらに伸びて間を置いて次のコイルを作り、その長さは1.5-2mmにもなる。
ちなみにコイル部分の巻き方は右巻きと左巻きの両方がある。上記のようにこの種の胞子嚢柄は胞子形成部の直下で三叉分裂し、そのうちの2本の枝に胞子が形成される、つまりその分枝部分から一組2個の胞子形成部を持つ枝が出ることとなるが、これらは互いに鏡像の構造になる。またそこからすぐ上でそれぞれの枝は2つに分かれ、そのすぐ上に胞子形成部が作られ、ここでも2個一組の胞子形成枝が出来るが、これら2つの関係も鏡像となっている。つまりそれらの巻き方も反対向きである。
胞子形成部のコイルを作る菌糸は隔壁があり、太さ4-6μm、その下側の面からスポロクラディアを出す。スポロクラディアはある程度規則的に間を置いて出ており、その距離は15-25μm、平均で20μmで、柄の細胞1つあたりに3-4個出ている。スポロクラディアはほとんど真っ直ぐになっていて長さ15-25μm、幅4.4-5.2μm、4つの細胞からなっている。一番基部の細胞は胞子をつけず、太さが長さよりわずかに大きくて、長さ2-3μm、幅3-4μm。また先端の細胞も普通は胞子をつけず、長さ7-12μm。それらの間に挟まる細胞の内側の面に5-8個の偽フィアライド(胞子形成細胞)があり、2つ横並びで2-3、時に4列が並んでいる。偽フィアライドは長さ3.5μm、幅2.4μm、先端は急に細くなって、その上に1個の分節胞子嚢をつける。分節胞子嚢は短い楕円形で表面は滑らかとなっており、普通は長さ4.6μm、幅3.3μm。胞子嚢壁は内部の胞子とすべての部分で密着している。

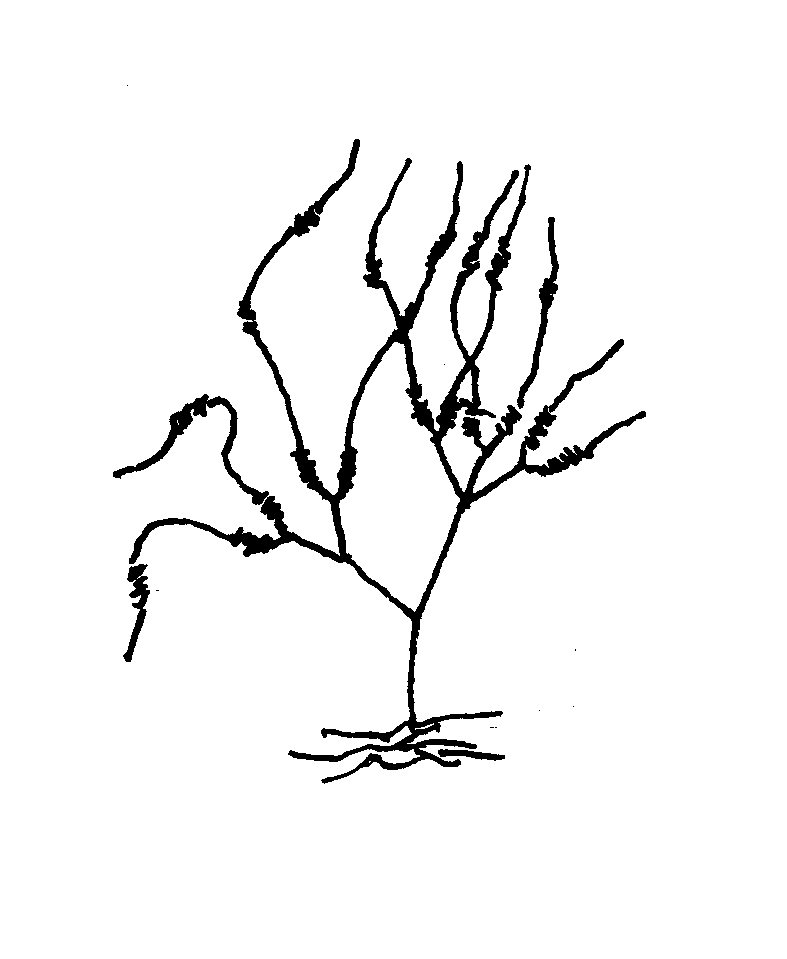
菌体の概形
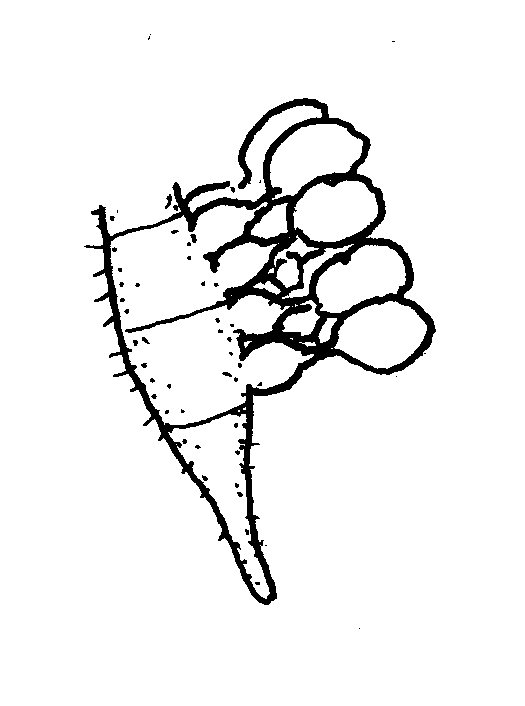
スポロクラディア 偽フィアライド上に単胞子の分節胞子嚢が乗っている

### 有性生殖
有性生殖は接合胞子嚢の形成による。接合胞子嚢はほとんど無色で、壁は厚くなっているが、その表面は滑らかで、ほぼ球形で径は20-45μm、内部には光を反射する小球が2-8個入っている。壁の厚みは3-9μm。特に記されていないが、単一の株しか確保されていないところを見ると、自家和合性であると思われる。

## 胞子散布に関して
この種の分節胞子に見られる特徴として、本種を含むキクセラ科のもの、例えばキックセラ Kickxella やブラシカビ Coemansia では、スポロクラディア上に形成された分節胞子は成熟の段階で形成される粘液球の中に入る（粘性胞子）のに対して、本種ではそれが見られないことがあげられる。つまり成熟した胞子(分節胞子嚢)は個々にそのまま空中にある(乾性胞子)。これはこの種が記載された当時ではこの科で唯一のものとされ、Kurihara(2002)では本種ともう1属、Spiromyces がそうであることがあげられている。いずれにしてもこの類では例外的であることがわかる。
Ingold & Zoberi(1963)はケカビ目(当時の把握ではキクセラ類も含まれていた)のカビの胞子分散に関して論じた中で本種のことにも触れている。一般的にこの類の乾性胞子は風によって散布されるとことを実験的に示した中で、本種に関しては上記のBenjamin(1959)の記載に基づいてまず本種が乾性の胞子を形成すること、しかしその胞子がらせんに巻いた胞子嚢柄の内側に形成されることからこの形が通常の空気による散布には全く不向きであることを指摘し、またその部分の表面に細かな棘があること、糞生菌と思われることを含め、おそらくネズミの毛などにこれが一時的に絡み、運ばれやすくなっているのだろうとの推測を示している。

## 分布と生育環境
タイプ種のタイプ株は北アメリカ、カリフォルニアのネズミの糞から分離されたものである。この種の発見はこれ以降はない。本属の新たな種も見つかっていない。

## 分類
Benjamin(1959)はこの種について、そのスポロクラディアの形態と発達過程がブラシカビと Martensella のそれによく似ていることを指摘した上で、胞子形成枝の形態の独自性から独立の属に値するとの判断を示している。
Kurihara(2002)はこの類について新たな分類群を加えて検討した結果、それまでのキックセラ類が単一の科に含められていたものを複数の目に分けて見せたが、その中で本属に関してはそのスポロクラディアの構造がキクセラやブラシカビとほぼ同じであることからそれらが近縁であると見なし、同一の科に納めた形で残している。